# اکمیه سراگراندنسیس
اکمیه سراگراندنسیس (نام علمی: Aechmea serragrandensis) نام یک گونه از سرده اکمیه است.